# Torneo de Amsterdam
El Torneo de Ámsterdam (en neerlandés: Amsterdam Toernooi) es un torneo amistoso de fútbol, organizado por el Ajax de Ámsterdam, y por la empresa IEP (International Event Partnership).
Se disputa todos los años desde 1999, en el mes de agosto, y el sistema es de un cuadrangular, donde los ganadores del primer día de competencia (primer y segundo partido) disputan la final en dos días después. El mismo día de la final también se juega el tercer lugar.
El recinto donde se celebra este torneo es el Amsterdam Arena.

## Ganadores y subcampeones
| Año  | 1º                | 2º                 | 3º                | 4º                 |
| ---- | ----------------- | ------------------ | ----------------- | ------------------ |
| 1999 | Lazio Roma        | Santos FC          | Ajax Ámsterdam    | Atlético Madrid    |
| 2000 | Barcelona         | Ajax Ámsterdam     | Lazio             | Arsenal            |
| 2001 | Ajax Ámsterdam    | AC Milan           | Valencia C. F.    | Liverpool F. C.    |
| 2002 | Ajax Ámsterdam    | Barcelona          | Manchester United | Parma              |
| 2003 | Ajax Ámsterdam    | Internazionale     | Galatasaray       | Liverpool          |
| 2004 | Ajax Ámsterdam    | River Plate        | Panathinaikos FC  | Arsenal            |
| 2005 | Arsenal           | Porto              | Boca Juniors      | Ajax Ámsterdam     |
| 2006 | Manchester United | Inter de Milán     | Porto             | Ajax Ámsterdam     |
| 2007 | Arsenal           | Atlético de Madrid | Ajax Ámsterdam    | Lazio              |
| 2008 | Arsenal           | Inter de Milán     | Sevilla           | Ajax Ámsterdam     |
| 2009 | Benfica           | Ajax Ámsterdam     | Sunderland        | Atlético de Madrid |

### Títulos por equipos
| Títulos | Equipo            |
| ------- | ----------------- |
| 4       | Ajax Ámsterdam    |
| 3       | Arsenal FC        |
| 1       | FC Barcelona      |
| 1       | Lazio Roma        |
| 1       | Manchester United |
| 1       | Benfica           |